# 劉東星
劉東星（1538年—1601年），字子明，號晉川、又号沁川，山西承宣布政使司澤州直隸州沁水縣（今山西省沁水縣端氏镇坪上村）人，明朝政治人物。謚莊靖。

## 生平
嘉靖四十年（1561年），鄉試中式第三名舉人，隆慶二年（1568年），登戊辰科会试第一百七十九名，三甲七十二名進士，改翰林院庶吉士，授兵科給事中。當時大學士高拱攝官吏部，以非时考察名義，貶他為蒲城縣丞，之後稍微升任盧氏知縣。萬曆元年（1573年），擔任刑部主事，改戶部四川清吏司主事、戶部員外郎。萬曆五年，擔任河南僉事。萬曆七年，擔任陝西右參議、浙江提學副使。萬曆十年，任山東左參政，后升任山東按察使。萬曆十七年，任陝西按察使，官至湖廣左布政使。
萬曆二十年，升任右僉都御史、巡撫保定。朝鮮之役起，日本豐臣政權入侵朝鮮半島，朝鮮王朝向明朝政府告急，當時明廷調遣十萬部隊，會師於天津，準備救援朝鮮，而當時天津、靜海、滄州、河間受到災害。米價飛漲、百姓流離失所。劉東星請求漕米十萬石救濟災難，民眾因此而得以保全。劉東星隨後召為左副都御史，進吏部右侍郎，以父親老邁，請侍養而歸鄉，剛離開時父親已經去世。
萬曆二十六年，黃河在單縣黃堌決口，沖毀運河，漕運、河道均被堵塞，明廷起用劉東星為工部左侍郎兼右僉都御史，總理黃河漕運。當初尚書潘季馴提議開鑿黃河上流、并使用元朝賈魯所採取的道路浚災，但效果甚微。劉東星則在徐州、下邳至宿迁一带，沿潘季驯治黄故道挑挖开浚，五個月內工程結束，費用僅十萬。得到萬曆帝嘉獎，晉升工部尚書兼右副都御史。次年，他拓寬淮河、海河渠道，而此工程當初河道總督翁大立、工部尚書朱衡、都御史傅希挚都建議過，河道总督舒应龙曾開鑿韩庄一段，但因工程太過艱巨而中止。劉東星則權利重啟實施該工程，使得原本預估120萬的工程費用，僅僅到七萬時，工程已經完成三成。但因日夜操勞，他最終病倒在工地，并死於任內。黃河工程在後任李化龍、李三才等主持下最終完成。劉東星為官清廉節儉，天啟初年，諡莊靖。
其墓地位于今沁水县端氏镇坪上村，1970年代，地表原有的石马、石人、石羊、墓碑等均被毁坏，现为沁水县文物保护单位。

## 思想
劉東星與李贄、利瑪竇等有深刻的思想往來。

## 家族
曾祖劉文住。祖父劉得保。父劉賓，税课大使。母牛氏。具庆下。弟東銘、東啓。

## 延伸阅读
[在维基数据编辑]
 《國朝獻徵錄·卷之五十九》，出自焦竑《國朝獻徵錄》
 《明史卷二百二十三》，出自《明史》